# Patri Friedman
Pour les articles homonymes, voir Friedman.
Patri Friedman, né le 29 juillet 1976 à Blacksburg (Virginie), est un activiste libertarien américain. Il est à l'origine du Seasteading Institute, qui explore la possibilité de créer des colonies maritimes souveraines.

## Biographie
Né dans une famille juive libérale, il est le fils de l'économiste libertarien David Friedman, et le petit-fils du prix Nobel d'économie Milton Friedman et de Rose Friedman.
Il a grandi à King of Prussia (Pennsylvanie). Il est diplômé de l'Upper Merion Area High School en 1994, puis du Harvey Mudd College en 1998, avant de décrocher un master en science informatique à l'Université de Stanford. Il détient également un MBA au New York Institute of Technology – Ellis College.
Il travaille ensuite en tant qu'ingénieur logiciel chez Google.
Il est un joueur de poker professionnel.
Il a participé plusieurs fois activement au festival Burning Man.

## The Seasteading Institute
Le 15 avril 2008, Patri Friedman devient le directeur exécutif du Seasteading Institute, financé par un don de 500 000 dollars du cofondateur Peter Thiel, PDG de Paypal. Le 31 juillet 2011, il devient Président du Conseil d'administration.
Cet institut a pour objectif de « construire des villes sur l'eau, au milieu de l'Océan, à quelques dizaines de kilomètres des côtes californiennes dans un premier temps, dans les eaux internationales. Des villes indépendantes et libres, soumises à aucun État, et donc, à aucune loi, libres de tester différentes formes de gouvernement et différents systèmes – système de santé, systèmes financier, social... – pour ensuite les mettre en compétition et ne retenir que les meilleures solutions. »

## Citations
- « Au lieu de se plaindre des gouvernements, concurrençons-les. Aujourd'hui, on peut tout choisir. Tout, sauf le système politique auquel on est soumis. Eh bien, je veux pouvoir choisir mon gouvernement comme je choisis mon téléphone portable ou mon parfum. »[2]